# Mnium spinulosum
Mnium spinulosum là một loài Rêu trong họ Mniaceae. Loài này được Bruch & Schimp. mô tả khoa học đầu tiên năm 1846.